# Gondola (famiglia)

Uno degli stemmi più antichi dei Gondola

La famiglia Gondola (nelle fonti anche Gundula, Gondula, Gundulae, de Gondolae, in serbo-croato anche Gundulić) fu una delle più importanti famiglie nobili della Repubblica di Ragusa.

## Storia

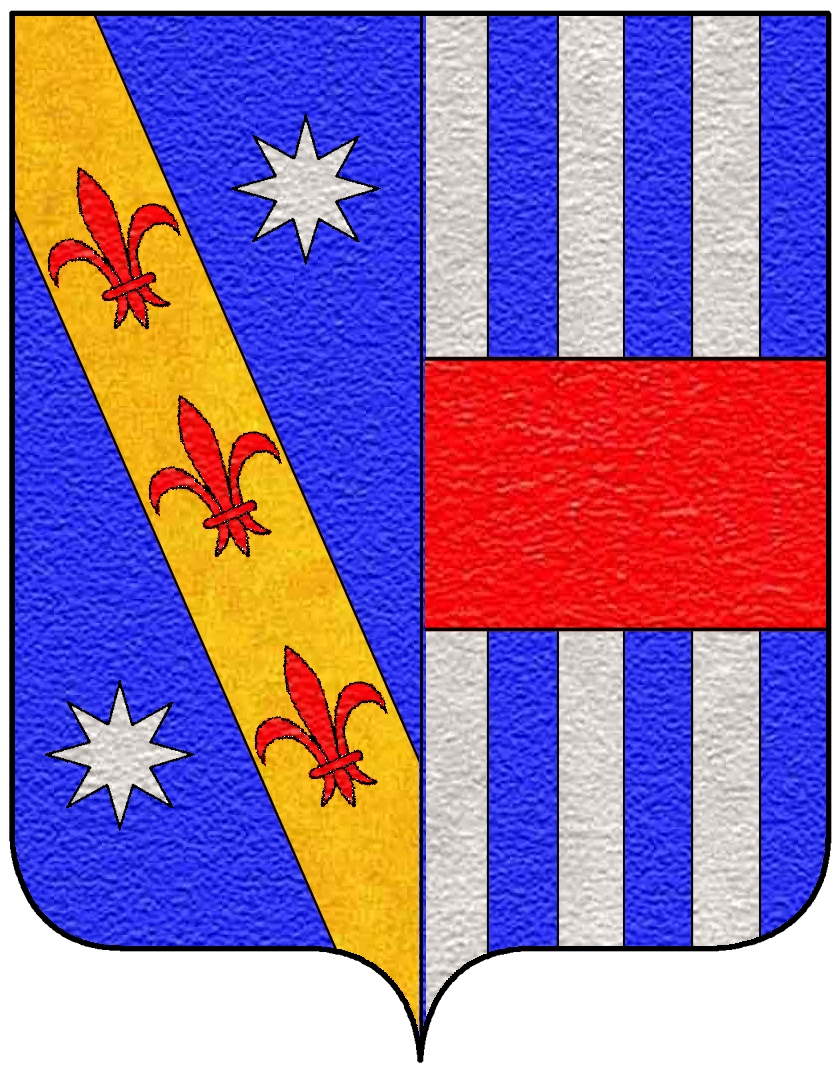
Lo stemma dei Ghetaldi-Gondola

Tutte le antiche tradizioni sono concordi nel considerare la famiglia originaria di Lucca. Secondo un'antica leggenda, essa arrivò a Ragusa attorno al 930.

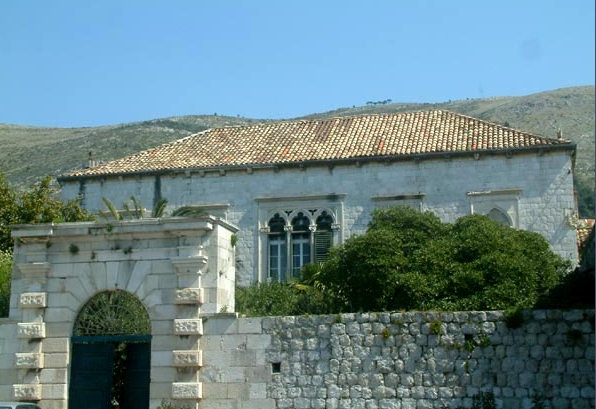
Palazzo Ghetaldi-Gondola a Ragusa

L'Almanacco di Gotha li enumera fra le undici famiglie del più antico Patriziato Sovrano Originario della Repubblica ancora residenti in città alla metà del XIX secolo (ramo Ghetaldi-Gondola).
I Gondola furono fra le famiglie più influenti e ricche di Ragusa, ma come le altre casate si suddivisero in vari rami. La famiglia si estinse nel suo ramo maschile nel 1800, con la morte di Sigismondo Domenico Gondola, ma il ramo dei Ghetaldi-Gondola continuò la tradizione.
Fra il 1440 e il 1640 i Gondola contarono 43 membri del Maggior Consiglio, pari al 1,95% sul totale. In questi duecento anni, ottennero anche 57 cariche senatoriali (1,74%), 37 volte la qualifica di Rettore della Repubblica (1,55%), 35 membri del Minor Consiglio (1,62%) e 12 Guardiani della Giustizia (1,46%).
La loro nobiltà venne riconosciuta dalla Casa d'Austria, col titolo di conte nel 1764. Nel 1845 al ramo Ghetaldi-Gondola venne riconosciuto il titolo di barone.

## Personalità notabili (in ordine cronologico)
- Giovanni Gondola (XVII secolo) - Poeta e scrittore, prevalentemente nella lingua slava di Ragusa.
- Sigismondo Gondola (XVII secolo) - Poeta e scrittore, prevalentemente nella lingua slava di Ragusa.
- Francesco Ghetaldi-Gondola (1833 - 1899) - Uomo politico, fu deputato al parlamento di Vienna e podestà di Ragusa.

## Genealogia del ramo Ghetaldi-Gondola
- Francesco Agostino Ghetaldi-Gondola (Ragusa, 20 ottobre 1743 - Ivi, 17 dicembre 1798). Sposato nel 1794 con Maria Natali (* 1774 - † 1861). Ebbero due figli: Matteo e Sigismondo.
  - Matteo Ghetaldi-Gondola (23 agosto 1797, data della morte sconosciuta]).
  - Sigismondo Ghetaldi-Gondola (* 4 settembre 1795 - † 5 maggio 1860) sposò Malvina Orsola Bosdari (* 1811 - + 17 aprile 1844). Nel 1845 il governo austriaco concesse a Sigismondo (all'epoca podestà di Ragusa) il titolo di barone. Ebbero tre figli: Francesco, Maria e Giovanni.
    - Francesco Ghetaldi-Gondola (8 agosto 1833 - † 3 luglio 1899). Fu cavaliere dell'Ordine di Malta, venendo decorato con la Croce della Devozione il 15 giugno 1857. Combatté nella guerra franco-prussiana (1870-1871). Nel 1893, inaugurò il monumento a Giovanni Gondola in Piazza delle Erbe. Fu anch'egli podestà di Ragusa. Francesco fu sepolto nella tomba di famiglia del cimitero di San Michele a Lapad (nella località di Gravosa).
    - Maria Ghetaldi-Gondola (10 luglio 1837 - 3 marzo 1908, Treviso, Mogliano, Veneto), a partire dal 1906 visse a Venezia. In prime nozze andò sposa ad Anton Josef Lunda (* Lemberg, 18 gennaio 1830 - † Sofia, 29 marzo 1894), avendo un figlio: Vittorio.
      - Vittorio Lunda (Ragusa, 18 dicembre 1856 - 15 ottobre 1915, Roma). sposò Celeste Grossi, avere una figlia Elena Lunda.

In seconde nozze (1877 Amburgo), Maria Ghetaldi-Gondola sposò Giulio Foehr (Ferry) (*1844, Venezia ), avendo un secondo figlio: Giovanni.
    - Giovanni Foehr Ferry Gondola (Trieste, 19 marzo 1873 - † San Fernando Cile, 23 aprile 1933). Si sposò con Luz Veloz Da Fonseca. Ebbero cinque figli.-

    - Carlo Ghetaldi-Gondola (Ragusa, * c. 1842 - Ragusa,† 15 febbraio 1844).
    - Giovanni "Gino" Ghetaldi-Gondola (* 15 aprile 1835 - † 31 marzo 1891). Fu tenente colonnello e comandante dell'Ospedale di Marina di Pola e - successivamente - comandante della piazza di Graz. Sposò Maria Camilla Dorninger von Dornstrauch (* Salisburgo, 27 maggio 1843 - + Graz, 17 febbraio 1905). Quest'ultima dal 1890 fu proprietaria di una casa di cura a Graz, chiamata Sanatarium Gondola. Ebbero tre figli: Malvina, Sigismondo e Anna.
      - Malvina Maria Anna Ghetaldi-Gondola (* Cattaro, 30 settembre 1862 - † Graz, aprile 1903).
      - Sigismondo Francesco Giuseppe Maria Ghetaldi-Gondola (* Merano, 22 novembre 1863 - † Graz, 30 maggio 1886).
      - Anna Giovanna Maria Ghetaldi-Gondola (* Cattaro, 6 marzo 1865 - data della morte sconosciuta). Nel 1888 a Graz sposò Francesco (Fery) Fedrigoni Edler von Etschthal (* Battonya, 27 giugno 1858 - + Graz, 8 agosto 1914). Ebbero due figli: Julius e Adele.
        - Julius Fedrigoni Edler von Etschthal, (* 5 maggio 1893 - † Klagenfurt, 8 agosto 1956). Ufficiale di marina e in seguito dell'aviazione, si sposò con Elisabeth Peucker.
        - Adele Fedrigoni Edler von Etschthal (* Bruck ad Mur, 1º agosto 1891 - † Graz c.1953), Sposò Wilhelm Licka. Ebbero sei figli.